# Christian Heimpel
Christian Heimpel (* 29. November 1937 in Leipzig) ist ein deutscher Politologe und Wirtschaftswissenschaftler.

## Leben
Christian Heimpel war das vierte von fünf Kindern Kind des Historikers und Hochschullehrers Hermann Heimpel und der Pädagogin und Sozialpädagogin Elisabeth Heimpel, geborene Sophie Elisabeth Michel. Heimpels Schwester Erika (* 1929) war später verheiratet mit dem Rechtswissenschaftler Ulrich Huber, sein Bruder Hermann (1930–2014) wurde Mediziner, seine Schwester Elisabeth war verheiratet mit Hans Erich Troje. Heimpel verbrachte seine ersten vier Lebensjahre in Leipzig. Von 1941 bis 1943 wohnte die Familie in Straßburg. Dann zog die Mutter mit den fünf Kindern nach Falkau im Landkreis Breisgau-Hochschwarzwald. Dort hatte Elisabeth Heimpel 1938 ein größeres Haus gekauft.
Zusammen mit den fünf Kindern des dem Nationalsozialismus treuen Staatsrechtlers Ernst Rudolf Huber, erhielten Heimpel und seine Geschwister Unterricht von den Eltern, wobei Elisabeth Heimpel den Naturkundeunterricht erteilte.
Heimpel wurde durch seine Eltern fälschlich des Diebstahls und der Brandstiftung beschuldigt. Er wurde dafür, unter dem maßgeblichen Einfluss der mit im Hause wohnenden „prinzipientreuen und harten“ Ehefrau Ernst Rudolf Hubers, körperlich misshandelt. Im März 1945 wurde er zur Besserung in das von August Heisler geführte Erziehungsheim Kinderweide in Königsfeld im Schwarzwald gebracht. Schließlich stellte sich heraus, dass hinter den Diebstählen und Brandstiftungen das Dienstmädchen gesteckt hatte, das daraufhin entlassen wurde. Heimpel kehrte im August 1946 nach Falkau zurück. Seine Erlebnisse verarbeitete Heimpel in seinem Buch Bericht über einen Dieb.
Er besuchte die reformpädagogische Birklehof-Schule in Hinterzarten. Nach seinem Schulabschluss studierte Heimpel Landwirtschaft und Volkswirtschaft und schloss das Studium in Göttingen als Diplom-Landwirt 1960 ab. 1964 wurde er mit einer Arbeit zum Thema Die Entwicklung der Einnahmen und Ausgaben des Heiliggeistspitals zu Biberach an der Riss von 1500 bis 1630 an der Georg-August-Universität Göttingen zum Dr. rer. pol. promoviert. Im Jahr 1974 habilitierte er sich in Berlin für Sozialökonomie und Agrarentwicklung.
Heimpel arbeitete für verschiedene deutsche und internationale Institutionen in der praktischen Entwicklungspolitik. So war er ab 1971 Abteilungsleiter des Deutschen Instituts für Entwicklungspolitik in Berlin. 1978 wurde er Direktor des Development Center OECD in Paris und von 1980 bis 1987 war er Geschäftsführender Direktor des Deutschen Übersee-Instituts in Hamburg. Von 1993 bis 2002 arbeitete er in Umweltschutzprojekten in Brasilien. 2002 ging er in den Ruhestand. Seither ist er freier Gutachter für internationale Umweltfragen.
Heimpel ist evangelisch, hatte 1959 Heide Weissenfels geheiratet, lebt in Florianópolis, Brasilien, und hat drei Kinder (Caroline, Heinrich und Yvonne).

## Publikationen
- Probleme des ländlichen Genossenschaftswesens unter besonderer Berücksichtigung der genossenschaftslichen Produktionsförderung in Brasilien, El Salvator und Ekuador zusammen mit Albrecht Kruse-Rodenacker, Fritz Reichardt, Heidelberg, 1965, OCLC 255543849
- Die Entwicklung der Einnahmen und Ausgaben des Heiliggeistspitals zu Biberach an der Riss von 1500 bis 1630, G. Fischer, 1966 K10plus 107434782X
- Agrarreform und wirtschaftliche Entwicklung in Taiwan. Bericht über den Aufenthalt in Taiwan 1966 Deutsches Institut für Entwicklungspolitik, Berlin Hessling 1967, OCLC 721725652
- Postuniversitäre Ausbildung: eine selbstkritische Fallstudie: das Dt. Inst. für Entwicklungspolitik in Berlin, Berlin: Dt. Inst. für Entwicklungspolitik, 1971, OCLC 633512373
- Ansätze zur Planung landwirtschaftlicher Entwicklungsprojekte. Idee, Entwurf und Administration (= Schriften des Deutschen Instituts für Entwicklungspolitik. Band 14). Hessling, Berlin 1973, ISBN 978-3-7769-0134-4.
- Planung regionaler Entwicklungsprogramme: fünf Fallstudien aus Äthiopien, Bolivien, Nepal, Peru, Sambia zusammen mit Stefan A Musto, Peter P Waller, Dieter Weiss, Berlin Dt. Inst. für Entwicklungspolitik 1973, OCLC 258384913
- Deutsches Übersee-Institut: Zusammenfassung meiner Antrittsansprache als Geschäftsführender Direktor am 25. 4. 1980, Hamburg 1980, OCLC 248210535
- Deutsche Waffenexporte in die Dritte Welt, zusammen mit Volker Matthies, Hamburg: Deutsches Übersee-Institut, 1981, OCLC 313528129
- Der politische Dialog mit den Entwicklungsländern: Versuch einer konstruktiven Kontroverse zusammen mit Dieter W. Benecke, Hamburg : Dt. Übersee-Inst., 1986, OCLC 159331242
- Bericht über einen Dieb, Wallstein Verlag, 2008, ISBN 978-3-89244-728-3
- Minha viagem nos trópicos brasileiros (deutsch: Meine Reise in den brasilianischen Tropen) zusammen mit Therese, Princess of Bavaria, André Frota Oliveira, Fortaleza: André Luís Frota de Oliveira, Editor, 2014, ISBN 978-85-917975-1-6